# 661 (číslo)
Šest set šedesát jedna je přirozené číslo. Následuje po čísle šest set šedesát a předchází číslu šest set šedesát dva. Římskými číslicemi se zapisuje DCLXI a řeckými číslicemi χξα.

## Matematika
661 je
- Hvězdové číslo
- Deficientní číslo
- Prvočíslo
- Nešťastné číslo
- Součet tří po sobě jdoucích prvočísel (211 + 223 + 227)

## Astronomie
- (661) Cloelia je planetka hlavního pásu, kterou objevil v roce 1908 Joel Hastings Metcalf

## Roky
- 661
- 661 př. n. l.